# 石廊墓

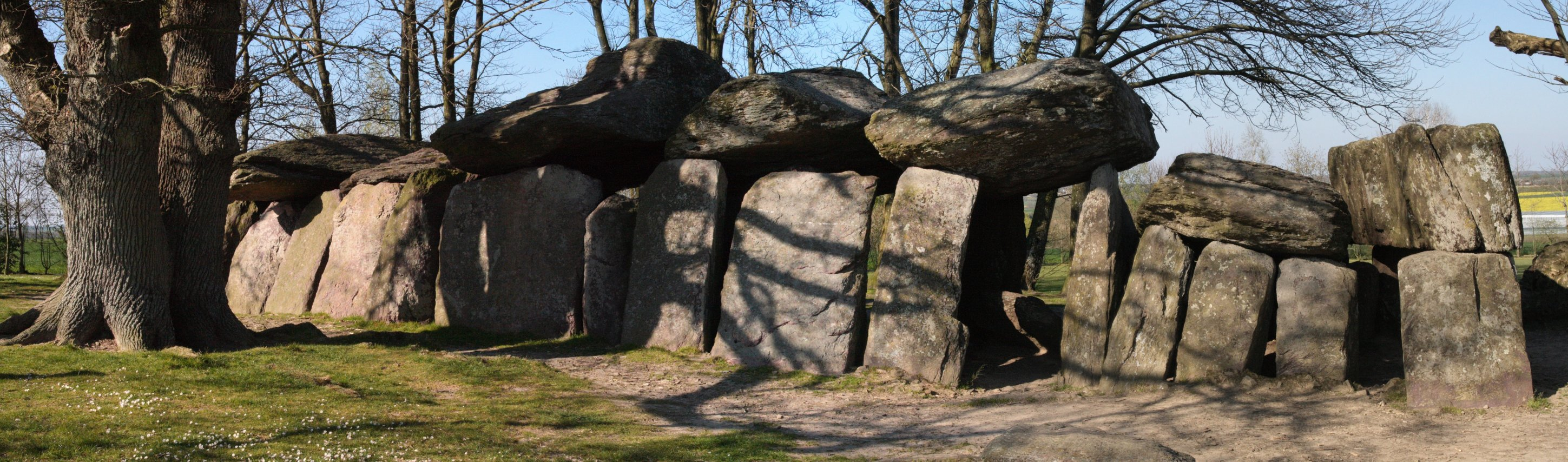
仙女石（La Roche-aux-Fées）

石廊墓（英語：gallery grave）是欧洲的一种通道式巨石墓葬建筑。石廊墓与石隧墓类似，主要区别有：石隧墓需要通过墓道才能进入墓室，而石廊墓没有单独的墓道，其廊状墓室可直接进入；石隧墓的坟冢呈圆丘状，而石廊墓的坟冢呈长方形或楔形。